# Acacia pseudo-arabica
Acacia pseudo-arabica é uma espécie de leguminosa do gênero Acacia, pertencente à família Fabaceae.